# Rocamadour
Rocamadour è un comune francese di 711 abitanti (2009) situato nel dipartimento del Lot nella regione dell'Occitania.
Il villaggio è estremamente pittoresco e fa parte dei Plus beaux villages de France e del Grand site national.
Il suo territorio è bagnato dalle acque del fiume Alzou, la cui confluenza nell'Ouysse ha luogo tra Rocamadour e Calès.

## Il borgo
Il borgo abitato è costituito da due file di antiche case che sorgono ai piedi del roccione, lungo l'unica via che ha quattro porte fortificate. Un ascensore, e una scalinata di 216 gradini, percorsi dai pellegrini in ginocchio, portano a un pianoro dove sorge la città religiosa. Vi si entra attraverso il palazzo fortificato dei vescovi di Tulle, che ospita un museo-tesoro con pregevoli oggetti di arte sacra e tele dei secoli XVII-XVIII. Più avanti si trovano la chiesa di San Salvatore,in stile romanico, risalente al XIII secolo, sotto la quale è scavata nella roccia la chiesa sotterranea di sant'Amadour, del XII secolo, per giungere infine alla cappella di Notre Dame de Rocamadour, del 1749, col suo interno annerito dal fumo dei ceri e gli ex voto affissi alle pareti, nella quale si venera la statua della Madonna Nera del XII secolo. A sinistra di questa cappella v'è n'è un'altra ancora, scavata nella roccia,  dedicata a san Michele.
Suggestivo il castello del XIV secolo che domina il borgo e dalle mura offre una bellissima vista sulla lunga gola dell'Alzou. Si raggiunge a piedi dal paese percorrendo un sentiero con la via Crucis.
La leggenda vuole che la spada incastonata in una parete rocciosa nel paese sia la Durlindana.

## Società

### Evoluzione demografica
Abitanti censiti